# Douglas Malloch
Douglas Malloch (n. 5 mai 1877 - d. 2 iulie 1938) a fost un poet american, nuvelist și editor asociat la American Lumberman, o publicație comercială din Chicago. Este renumit pentru poemul "Fii cel mai bun, indiferent ce ești" (Be the Best of Whatever You Are), un discurs didactic și motivațional pe tema vieții, tradus în numeroase limbi și frecvent citat.  

## Biografie
Fratele Malloch, cum a mai fost numit, s-a născut în Muskegon, Michigan, un cunoscut centru al industriei forestiere.